# 葉仙鼐
葉仙鼐（ようせんだい、生年不詳 - 1306年）は、元の軍人・政治家。ウイグル人。

## 経歴
父の土堅海牙は、武人としてチンギス・カン・オゴデイに従い、金や西夏の平定に功績があった。
葉仙鼐は幼いころからクビライに仕え、雲南征討において軍の先頭に立った。憲宗9年（1259年）、南宋の鄂州城に対する攻撃に参戦して、その外城を奪った。中統元年（1260年）、アリクブケに対する征戦に参加して、敵の部隊に勝利をおさめた。中統2年（1261年）、李璮の乱の鎮圧に従事した。のちに西道都元帥・金虎符・土蕃宣慰使に任じられた。葉仙鼐は諸民族の事情に精通しており、適地に駐屯地を設けて、諸民族らを服属させた。宣慰使をつとめること24年、雲南行省平章政事に転じた。まもなく江西行省平章政事に異動した。鍾明亮を攻撃して捕らえ、その反乱を鎮圧した。
至元31年（1294年）、成宗テムルが即位すると、召還されて陝西行省平章政事に転じた。隠退して隴右に帰り、大徳10年（1306年）に家居して死去した。協恭保節功臣・太保・儀同三司・上柱国・鞏国公の位を追贈された。諡は敏忠といった。
子の完沢は太子詹事となり、金紫光禄大夫・中書平章政事に進んだ。

## 伝記資料
- 『元史』巻133 列伝第20